# Marsypianthes hassleri
Marsypianthes hassleri là một loài thực vật có hoa trong họ Hoa môi. Loài này được Briq. mô tả khoa học đầu tiên năm 1907.